# Thymus oenipontanus
Thymus oenipontanus là một loài thực vật có hoa trong họ Hoa môi. Loài này được Heinr.Braun miêu tả khoa học đầu tiên năm 1891.